# Adérito Raul Fernandes
Adérito Raul Fernandes (15 de maio de 1997) é um futebolista timorense que atua como guarda-redes. Atualmente defende o Balibo Sporting, equipe local.

## Carreira internacional
Adérito teve sua primeira partida pela seleção nacional contra os Emirados Árabes, pelas eliminatórias para a Copa do Mundo de 2018, em que foi azarado por deixar passar oito golos dos emiradenses, sendo essa a maior derrota já sofrida pelo Sol Nascente junto à derrota pelo mesmo placar contra a Tailândia, em 2004, pela então Tiger Cup.[carece de fontes?]